# Ochyrotica concursa
The Brown leaffolder (Ochyrotica concursa) là một loài bướm đêm thuộc họ Pterophoridae. Loài này có ở Sri Lanka.
In the past it was also recorded từ quần đảo Ryukyu (Tokuno-shima, Okinawa), cũng như in Minami-Daito-jima, Đài Loan, Trung Quốc, Philippines, Ấn Độ, Moluccas và New Guinea, but research suggest these records are not related to this species.
Chiều dài cánh trước là 6–7 mm.
Ấu trùng ăn Ipomoea batatas.